# KAI KF-21 Boramae
KAI KF-21 Boramae je jihokorejsko-indonéský nadzvukový dvoumotorový proudový víceúčelový stíhací letoun 4,5 generace vyvíjený konsorciem vedeným jihokorejskou společností Korea Aerospace Industries (KAI). Původně byl vyvíjen pod označením KAI KF-X – Korean Fighter eXperimental. Práce na letounu probíhají od roku 2016 a jeho první let se uskutečnil v roce 2022. KF-X představuje největší samostatný zbrojní projekt Jižní Koreje. Jižní Korea plánuje zakoupení až 120 letounů a Indonésie 50 letounů.

## Vývoj

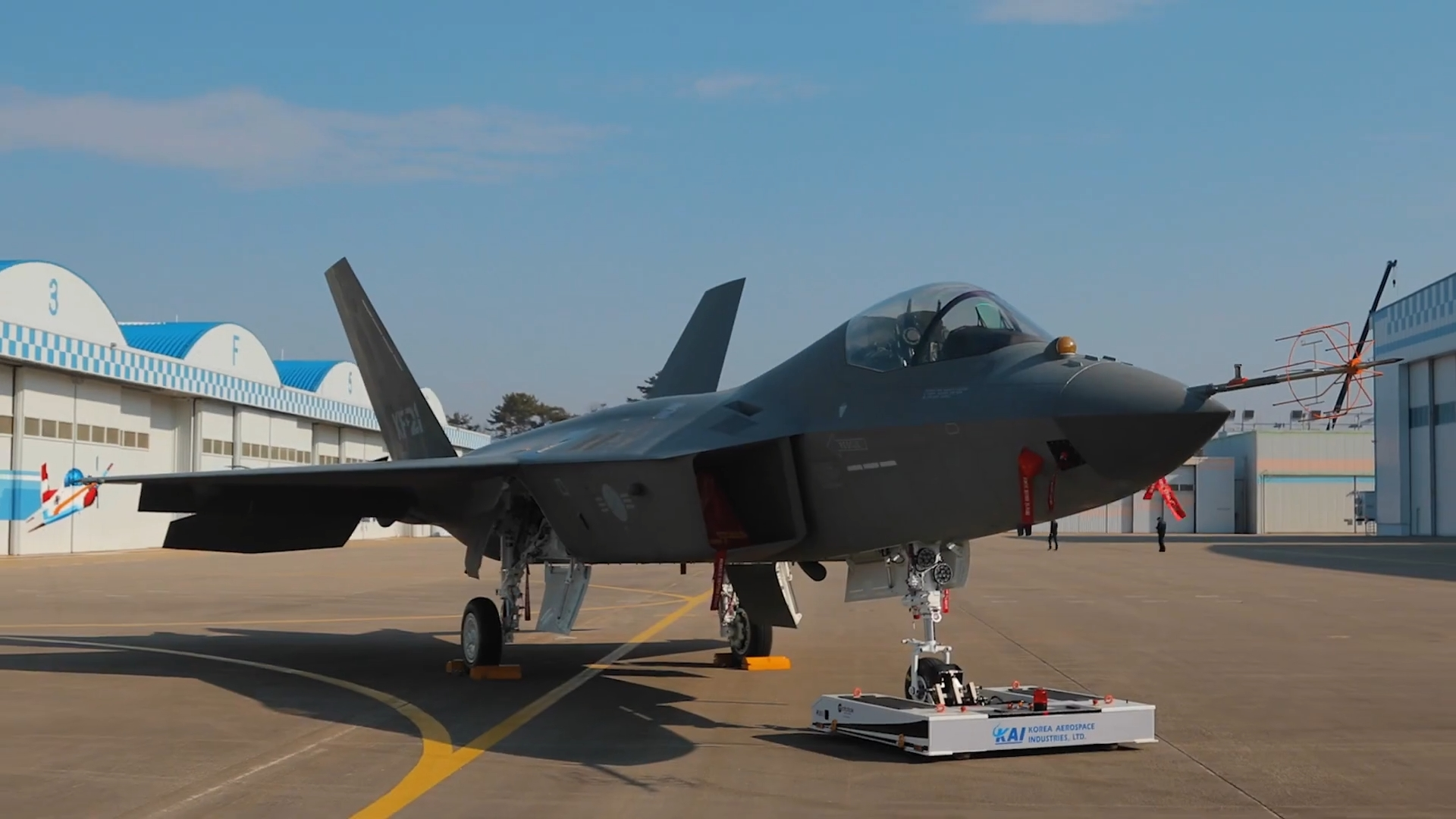
První prototyp KF-21

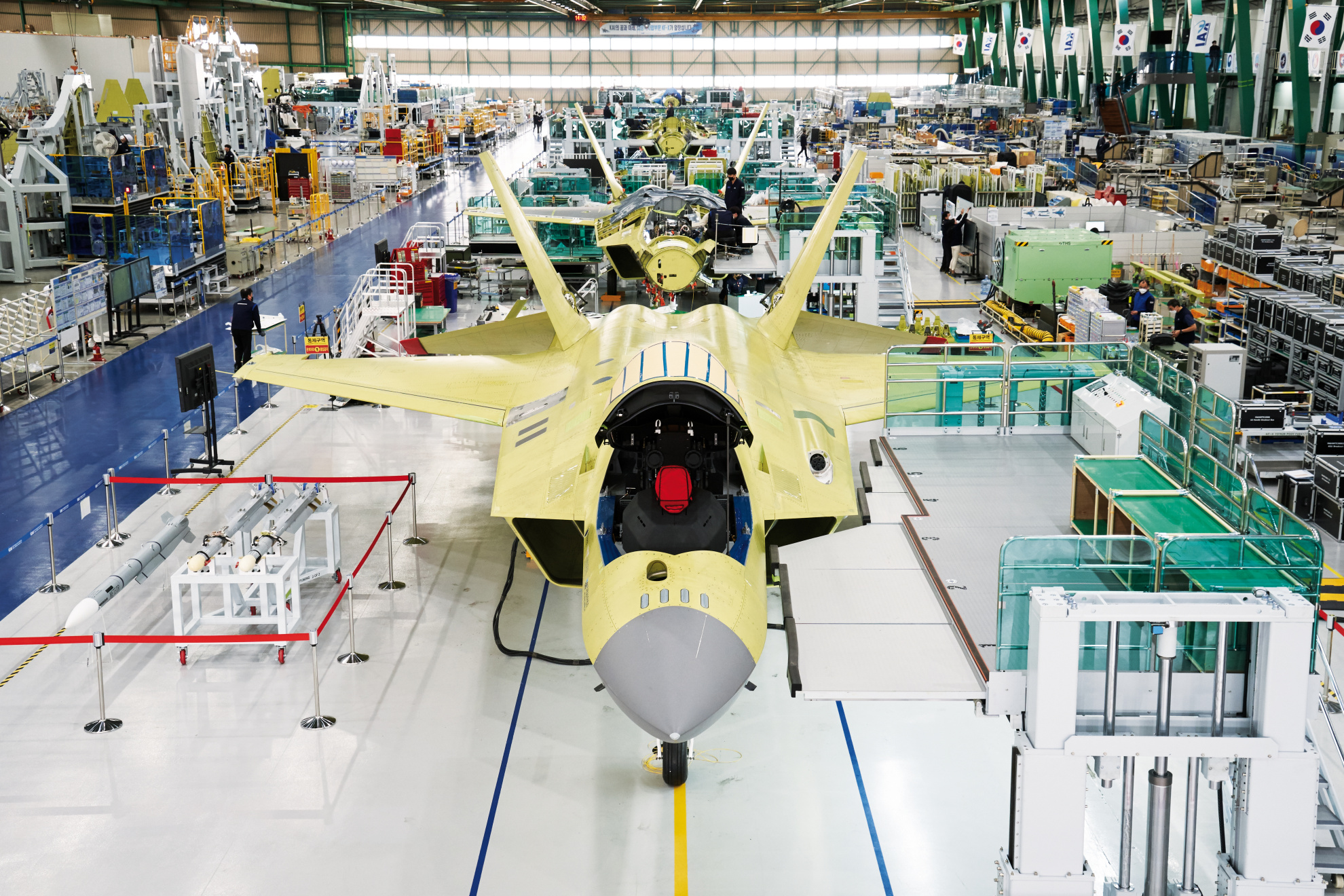
Třetí, čtvrtý, pátý a šestý prototyp KF-21 na výrobní lince

Přestože Jižní Korea ohlásila vývoj domácího nadzvukového bojového letounu již v roce 2001, oficiálně byl program KF-X zahájen až roku 2016.[zdroj?] Cílem je získat letoun, který ve službě nahradí zastaralé americké typy F-4D/E Phantom II a F-5E/F Tiger II a zároveň doplní soudobé typy F-35A Lightning II a F-15K Slam Eagle. Obdobně jako jiné korejské letouny (KT-1 Woongbi, T-50 Golden Eagle) se KF-X může stát také výnosným exportním artiklem. Primárním úkolem letounů KF-X bude vybojování vzdušné nadvlády, přičemž jejich potenciálními soupeři jsou i moderní čínské stroje J-20 a J-31. Tak výkonný letoun se však na zbrojním trhu nevyskytuje,[zdroj?] a proto Jižní Korea přistoupila k jeho samostatnému vývoji. V obdobné situaci se ocitlo i Japonsko, kde probíhají práce na domácím letounu Mitsubishi X-2.
Program KF-X vede společnost Korea Aerospace Industries, která zároveň spolupracuje s americkou společností Lockheed Martin (mimo jiné výrobcem typu F-35, ze kterého může Jižní Korea využít řadu technologií). Koordinátorem celého projektu je pak jihokorejská státní Správa vojenských nákupů DAPA (Defense Acquisition Program Administration). Celkem je to programu zapojeno na 700 korejských podniků. Část komponentů bude pocházet ze zahraničí. Na vývoji a výrobě se podílí rovněž Indonésie, kterou reprezentuje společnost PT Dirgantara Indonesia. Dle očekávání bude mít indonéský průmysl na programu podíl přibližně 20 %. Indonéské letectvo by mělo získat až 50 letounů.
Plánována je stavba celkem osmi prototypů KF-X, z toho šesti letových a dvou pro pevnostní zkoušky. Slavnostní roll-out prvního prototypu (001) byl plánován na duben 2021 v závodě v Sačchonu. Vývoj základní verze letounu (Block I) by měla být dokončena roku 2026, přičemž je pro letectvo Korejské republiky plánováno zakoupení 40 kusů. Následovat má 80 strojů vylepšené verze (Block II). První podzvukový let prototypu v délce 33 minut proběhl 19. července 2022 na základně v Sačchonu. K prvnímu nadzvukovému letu došlo 17. ledna 2023.
V září 2022 byl na veletrhu DX Korea 2022 vystaven model palubní verze letounu, označené KF-21N.
Ke spolupráci s letounem KF-21 Jižní Korea od roku 2021 vyvíjí proudový dron LOWUS (Low Observable Unmanned Wingman System). Veřejnosti byl představen v únoru 2025.

## Konstrukce

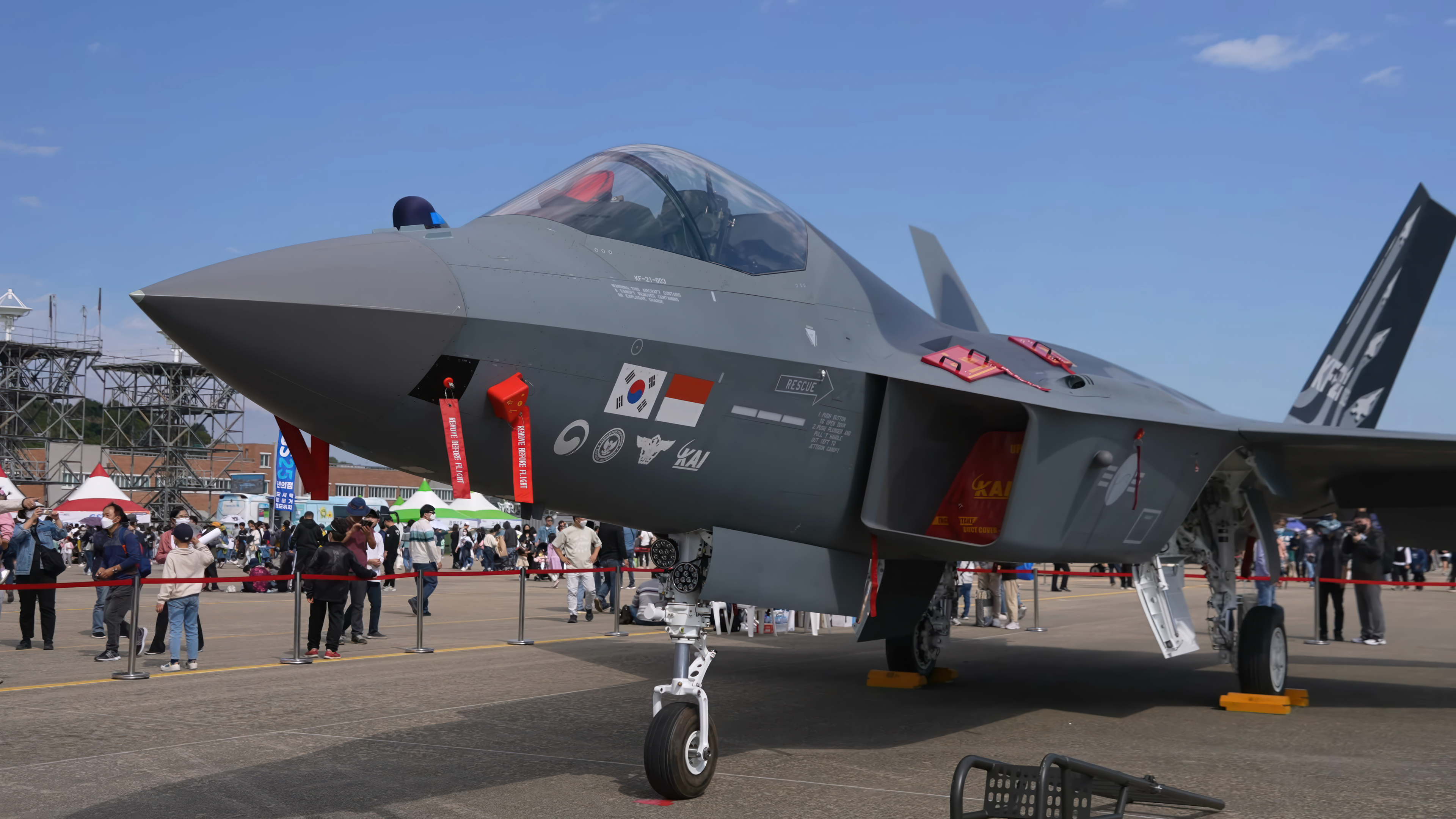
Třetí prototyp KF-21 v roce 2022

Bojové letouny KF-X jsou vyvíjeny v jednomístné i dvoumístné verzi. Budou vybaveny radarem Hanwha Thales typu AESA, infračerveným senzorem IRST, nebo prostředky elektronického boje ALQ-200K. Pohánějí je dva americké dvouproudové motory General Electrics F414-GE-400K. Letouny jsou vybaveny nástavcem pro tankování za letu. Mají dosahovat rychlosti až 1,8 M a mít dolet téměř 2 900 km. Výzbroj bude podvěšena na vnějších závěsnících. Mimo jiné mají nést řízené střely středního dosahu Meteor, střely krátkého dosahu IRIS-T, řízené pumy JDAM a Paveway, nebo vyvíjené korejské střely s plochou dráhou letu.

## Specifikace (KF-21 Boramae)

### Technické údaje
- Posádka: 1–2
- Délka: 16,9 m
- Rozpětí: 11,2 m
- Výška: 4,7 m
- Nosná plocha: m²
- Hmotnost prázdného stroje: kg
- Maximální vzletová hmotnost : 25 600 kg
- Pohonná jednotka: 2× dvouproudový motor General Electrics F414-GE-400K
- Výkon pohonné jednotky: 57,8 kN (97,9 kN s forsáží)

### Výkony
- Maximální rychlost: 1,8 M
- Dolet 2900 km
- Dostup:
- Počáteční stoupavost:

### Výzbroj
- protiletadlové a protizemní řízené střely, řízené pumy